# Caesiumperoxid
Caesiumperoxid ist eine anorganische chemische Verbindung des Caesiums aus der Gruppe der Peroxide.

## Gewinnung und Darstellung
Caesiumperoxid kann durch schnelle Oxidation mit Sauerstoff von in flüssigem Ammoniak gelösten Caesium bei −50 °C  gewonnen werden.
{\displaystyle \mathrm {2\ Cs+O_{2}\longrightarrow Cs_{2}O_{2}} }
Sie kann auch durch thermische Zersetzung von Caesiumsuperoxid gewonnen werden.

## Eigenschaften
Caesiumperoxid ist ein in reinster Form farbloser, sonst gelber, feuchtigkeitsempfindlicher, sehr harter Feststoff, der mit Wasser unter Bildung von Wasserstoffperoxid und Caesiumhydroxid reagiert. Mit Wasserstoffperoxid reagiert er zum Tetrahydrat. Bei Erhitzung zersetzt sich Caesiumperoxid zu Caesiumoxid und Sauerstoff. Er besitzt eine orthorhombische Kristallstruktur der Raumgruppe Immm (Raumgruppen-Nr. 71), a = 432,2 pm, b = 751,7 pm, c = 643,0 pm. In der Kristallstruktur wird jedes Caesiumion von vier Peroxidionen koordiniert, jedes Peroxidion hat Bindungen zu acht Caesiumionen.

## Verwendung
Caesiumperoxid ist die aktive Komponente in Silber-Sauerstoff-Caesium AgOCs Photokathoden.